# Renault T

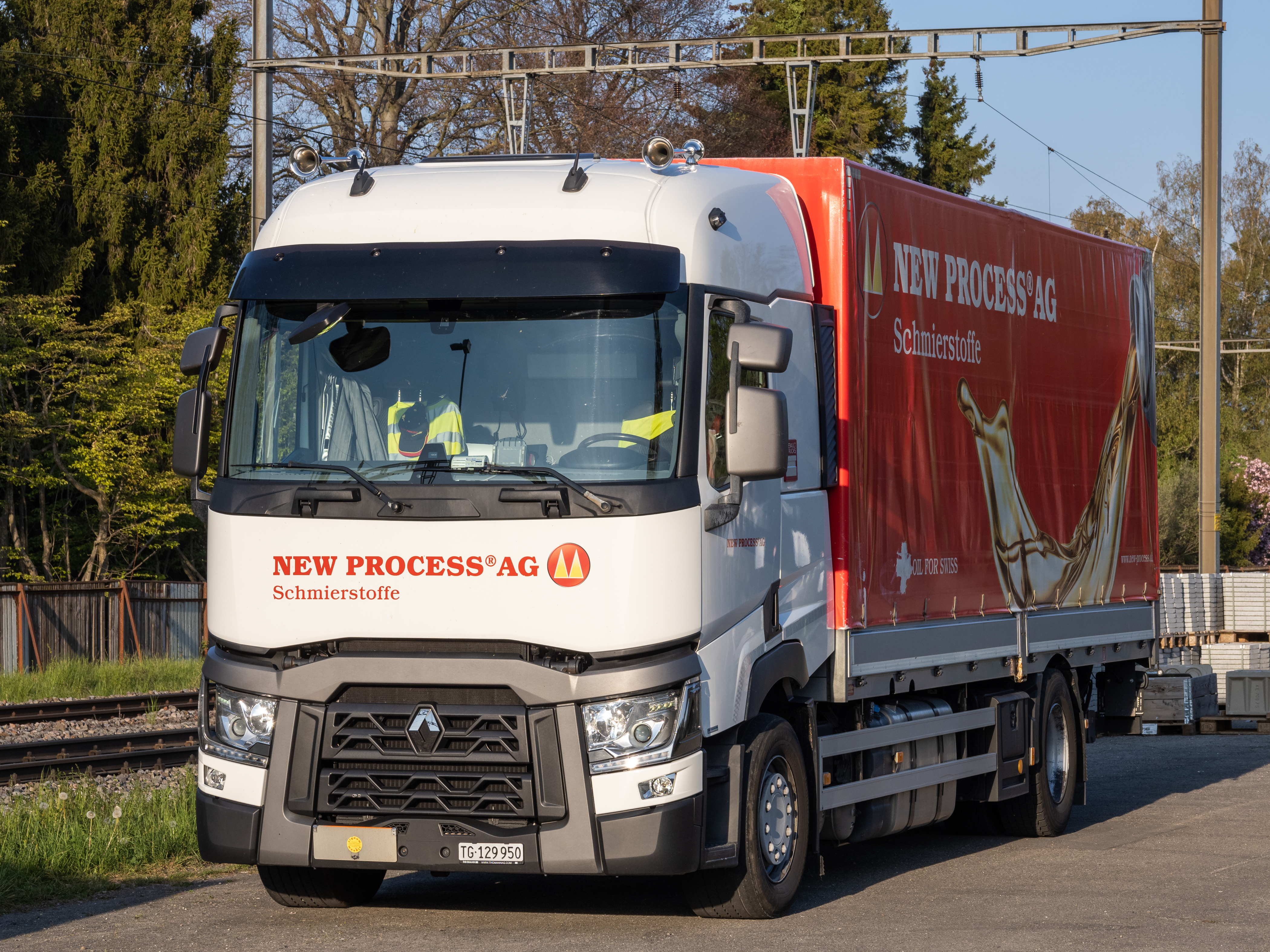
Renault T

De Renault T is een serie vrachtwagens van de Franse constructeur Renault Trucks. Ze werd in 2013 gepresenteerd. Het was de start van een compleet nieuw gamma aan vrachtwagens van de Franse constructeur. De serie kreeg de titel Truck van het jaar. Ze volgde de Renault Magnum en de Renault Premium Route op. De vrachtwagens worden geproduceerd in de Renault-fabriek in Bourg-en-Bresse.
Het was een compleet nieuw ontwerp door Hervé Bertrand en deels gebaseerd op de toen nieuwe Volvo FH-serie. De aandrijving komt van twee types motoren, de DTI 11 en de DTI 13. Deze leveren een vermogen van 380pk tot 520pk. Er worden ook vier types cabine aangeboden:
- Day Cab: korte cabine met standaard dak, zonder bed
- Night & Day Cab: langere cabine met een laag bed
- Sleeper Cab: langere cabine met laag bed en optioneel hoog bed
- High Sleeper Cab: langere cabine met hoog dak, vlakke vloer en twee bedden